# Hậu quả của cuộc tấn công Mumbai 2008
Hậu quả của các cuộc tấn công Mumbai năm 2008 để lại nhiều chi tiết xa vời được chú ý đến. Ngoài những tác động ngay lập tức trên các nạn nhân và gia đình của họ, các vụ tấn công gây ra sự căm hận to lớn trong công chúng Ấn Độ và các sự kết án từ khắp nơi trên thế giới.

## Bộ trưởng Nội an Ấn Độ từ chức
Trong khi các xác chết được tiếp tục đưa ra khỏi một khách sạn từng bị tấn công, viên chức an ninh cao cấp nhất Ấn Độ đã đệ đơn từ chức hôm chủ nhật ngày 30/11, 2008 giữa lúc chính phủ tiếp tục phải đối phó với các cáo buộc ngày càng gia tăng về sự thất bại trong các nỗ lực bảo vệ an ninh khiến đưa tới cuộc tấn công làm 173 người thiệt mạng.
Bộ trưởng Nội an Shivraj Patil, người đã gặp nhiều sự chỉ trích trong thời gian qua, tiếp theo một loạt các vụ tấn công của khủng bố trên khắp lãnh thổ Ấn Độ, đã đệ đơn từ chức lên Thủ tướng Manmohan Singh, và đã được chấp thuận, theo tin từ văn phòng tổng thống Ấn Độ. Việc thay đổi nhân sự diễn ra trong lúc các lời chỉ trích cách thức chính phủ đối phó với cuộc tấn công ở Mumbai ngày càng ồn ào hơn.
"Chính phủ chần chờ trong khi nạn nhân vô tội thiệt mạng," tờ Thời báo Ấn Độ chạy hàng tít lớn trên trang báo ra ngày 30/11. Một ngày sau khi vụ chiếm đóng chấm dứt, giới hữu trách vẫn còn tiếp tục đưa xác các nạn nhân ra khỏi khách sạn lộng lẫy Taj Mahal, nơi ba tên khủng bố đã tử thủ trước khi bị biệt kích Ấn Độ hạ sát.

## Quan hệ Ấn Độ-Pakistan
Các giới chức Ấn Độ nói tên khủng bố duy nhất còn sống sót và bị giam giữ, là người Pakistan và bày tỏ sự nghi ngờ quốc gia láng giềng có dính líu đến vụ này. Pakistan bác bỏ mọi liên hệ với cuộc tấn công và đòi hỏi những kẻ cáo buộc phải đưa ra bằng chứng. Cuộc tấn công đã tạo ra mối lo ngại trong giới chức Hoa Kỳ về khả năng có thể xảy ra chiến tranh giữa Pakistan và Ấn Độ. Hai quốc gia có võ khí nguyên tử này từ trước đến lúc này đã giao tranh ba lần, hai lần trong số này là vì khu vực tranh chấp ở Kashmir. Giới truyền thông Ấn Độ cho rằng đây là thành phần tấn công thuộc nhóm khủng bố Lashkar-e-Toliba, từ lâu nay vẫn được coi là con đẻ của cơ quan tình báo Pakistan, được thành lập nhằm giúp họ mở cuộc chiến bí mật chống Ấn Độ trong vùng tranh chấp Kashmir.
Pakistan đặt Laskhar-e-Toiba ra ngoài vòng pháp luật vào năm 2002 nhưng từ đó đến lúc này có rất ít thành viên của tổ chức này bị kết tội. Một tổ chức thiện nguyện Hồi giáo có tên Jemaat-ud-Dawa đã thấy xuất hiện sau khi có lệnh cấm Laskhar-e-Toiba hoạt động và các giới chức Hoa Kỳ nói rằng đây chỉ là bình phong của tổ chức khủng bố, một điều mà nhóm Jemaat-ud-Dawa bác bỏ.

### Ấn Độ gọi điện đe dọa Tổng thống Pakistan?
Vào chủ nhật, 7/12, 2009, Ngoại trưởng Ấn Độ đã bác bỏ nguồn tin nói rằng ông gọi điện thoại cho tổng thống Pakistan vào lúc cao điểm cuộc tấn công của quân khủng bố ở Mumbai, khiến cho không quân Pakistan phải đặt trong tình trạng báo động, tuy nhiên các giới chức Pakistan khẳng định rằng chính ông ta, hay một người nào đó trong Bộ Ngoại giao Ấn đã gọi.
Bộ trưởng Thông tin Pakistan, Sherry Rehman, nói Tổng thống Asif Ali Zardari nhận được một cú điện thoại "đe dọa" trong thời gian có cuộc tấn công và chắc chắn là đã xuất phát từ Bộ Ngoại giao Ấn. Bà không nói rõ rằng cú điện thoại này là từ Ngoại trưởng Pranab Mukherjee, nhưng hai viên chức khác nói rằng ông Mukherjee là người gọi. Giới truyền thông Pakistan đã loan tải tin tức về việc gọi điện thoại này ngày 6/12 nhưng nói rằng đây chỉ là sự giả danh. Việc có lời qua tiếng lại về cú điện thoại này cho thấy sự nguy hiểm của tình trạng không có liên lạc rõ ràng giữa hai bên và sự nghi ngờ sâu đậm giữa hai cường quốc nguyên tử Á Châu này.

## Điều tra bế tắc
Cuộc điều tra về cuộc khủng bố tại Mumbai cũng đi vào tình trạng khôi hài khi giới chức an ninh đòi phải thả một trong hai người bị cảnh sát bắt, nói rằng người này là một nhân viên chống khủng bố hoạt động ngầm. Ngoài hai người vừa bị bắt giữ, giới hữu trách Ấn Độ cũng giam giữ kẽ sống sót duy nhất trong số các tên khủng bố tham dự cuộc tấn công. Căn cứ theo kết quả thẩm vấn, giới chức Ấn Độ nói rằng người này thuộc nhóm khủng bố Lashkar-e-Toiba. Phía Ấn Độ tin rằng tổ chức này đã được cơ quan tình báo Pakistan tài trợ và huấn luyện để mở ra các cuộc tấn công gây rối cho chính quyền New Delhi trong cuộc tranh chấp lãnh thổ trong vùng Kashmir. Ngày 7/1, 2009 sau hơn 1 tháng phản đối, chính phủ Pakistan đã xác nhận Azam Amir Kasav, thủ phạm bị bắt, là người mang quốc tịch Pakistan.

## Ảnh hưởng đến Hoa Kỳ
Theo các chuyên gia quân sự, Laskhar-e-Taiba được thành lập với sự hỗ trợ của cơ quan tình báo Pakistan trong thập niên 1980 để chiến đấu trong vùng tranh chấp Kashmir do phía Ấn Độ kiểm soát. Phía Hoa Kỳ nói tổ chức này có liên hệ đến al-Qaeda. Hồi tháng 5 năm 2008 Bộ Tài chánh Hoa Kỳ nói Lakhvi chỉ huy các cuộc tấn công của Laskhar-e-Toiba ở Chechnya, Bosnia và Đông Nam Á. Năm 2004, có tin nói rằng Lakhvi gửi nhân sự và tiền bạc giúp tấn công quân đội Hoa Kỳ ở Iraq.

## Pakistan

### Bắt giữ nghi phạm
Lực lượng an ninh tràn ngập một căn cứ phiến quân bên ngoài thành phố chính trong vùng Kashmir của Pakistan và bắt giữ một người tình nghi tổ chức cuộc tấn công Mumai, theo hai viên chức chính phủ Pakistan ngày 8/12, 2008. Cuộc hành quân này là phản ứng đầu tiên của chính phủ Islamabad trước áp lực của Ấn Độ và Hoa Kỳ là họ phải có biện pháp đối với thành phần dính líu đến cuộc tấn công ở Mumbai, vốn làm tăng thêm sự căng thẳng giữa hai cường quốc nguyên tử vùng Nam Á.
Với sự hỗ trợ của một trực thăng, các binh sĩ bắt giữ Zaki-ur-Rehman Lakhvi cùng với ít nhất 11 người khác trong cuộc hành quân ngày 7/12 nhắm vào căn cứ bên bờ sông của nhóm Laskhar-e-Toiba trong vùng Kashmir do Pakistan kiểm soát. Đã có nổ súng ở căn cứ gần Muzaffardabad trước khi nhóm phiến quân này đầu hàng. Giới chức Ấn Độ nói người duy nhất còn sống sót trong nhóm khủng bố ở Mumbai đã khai rằng Lakhvi tuyển mộ y cho nhiệm vụ này và Lakhvi và một người khác, Yusuf Muzammil, đã soạn thảo kế hoạch tấn công.
Pakistan và Ấn Độ không có thỏa thuận dẫn độ. Tổng thống Asif Ali Zardari cho thấy là những ai bị bắt ở Pakistan vì có liên quan đến cuộc tấn công ở Mumbai sẽ bị xử tại Pakistan.

### Bắt giữ người liên quan
Pakistan bắt giữ 71 người trong cuộc bố ráp nhắm vào các nhóm tình nghi liên hệ đến cuộc tấn công, với 124 người khác bị đặt trong tình trạng giám sát và phải thông báo với cảnh sát về mọi sự di chuyển của họ, theo nguồn tin từ giới hữu trách ngày 15 tháng 1 năm 2009, trong khi nói thêm rằng các tin tức do Ấn Độ cung cấp cần phải được xem xét lại trước khi có thể dùng làm bằng chứng trước tòa. Tuy vậy, Bộ trưởng Nội vụ Rehman Malik, tránh né không trả lời câu hỏi rằng ông có công nhận là âm mưu tấn công đã được bàn thảo trên đất Pakistan hay không.
Ấn Độ nói rằng nhóm khủng bố đặt căn cứ trên đất Pakistan, Lashkar-e-Taiba, chỉ huy cuộc tấn công. Trong những ngày sau đó, Hội đồng Bảo an Liên Hợp Quốc khẳng định rằng Jamaat-ud-Dawa, một tổ chức thiện nguyện ở Pakistan, thật ra chỉ là bình phong cho tổ chức khủng bố Lashkar-e-Taiba. Giới hữu trách đóng cửa 20 văn phòng, 94 trường, hai thư viện và sáu trang web có liên quan đến tổ chức "thiện nguyện" này. Chính phủ đóng cửa hơn một chục trại tạm cư do cơ quan này điều hành, một số trại trong số này từng bị tố cáo là nơi huấn luyện quân khủng bố.
Trong số những người bị quản thúc tại gia có Hafiz Mohammed Saeed, người đứng đầu Jamaat-ud-Dawa. Nhà cầm quyền Pakistan cũng bắt giữ Zaki-ur-Rehman Lakhvi và Zarrar Shah, hai người mà chính phủ Ấn Độ cáo giác là đã tổ chức cuộc tấn công ở Mumbai. Ấn Độ và Hoa Kỳ cố gây áp lực để Pakistan giải thể Lashkar-e-Taiba, một nhóm bị cấm hoạt động đặt căn cứ ở Pakistan, chống lại nhà cầm quyền Ấn Độ ở vùng Kashmir bị chia cắt. Trong quá khứ, cơ quan tình báo Pakistan từng sử dụng Lashkar-e-Taiba để chống Ấn Độ trong cuộc chiến tranh giành lãnh thổ Kashmir. Islamabad và New Delhi đánh nhau trong hai cuộc chiến vì vùng này, trong số ba cuộc chiến tranh kể từ năm 1947.
Ngoại trưởng Anh, David Miliband, tuyên bố tại Mumbai ngày 15/1, 2009 rằng Pakistan, một đồng minh thân cận của thế giới Phương Tây trong cuộc chiến chống al-Qaeda và Taliban, phải cho thấy họ không chấp nhận bất cứ tổ chức khủng bố nào trên lãnh thổ của mình.

### Bắt kẻ chủ mưu
Ngày 12/2, 2009, lần đầu tiên Pakistan công nhận rằng những vụ tấn công khủng bố ở Mumbai đã xuất phát từ bờ biển của họ và âm mưu ít ra đã được hoạch định phần nào trên lãnh thổ của họ. Rehman Malik nói Pakistan khởi sự các thủ tục hình sự chống lại tám nghi can - trong số đó vài người đã được Ấn Độ nêu tên như những kẻ chủ mưu trong những vụ tấn công - nhưng ông lập lại rằng nhà chức trách cần thêm bằng chứng từ New Delhi để nắm vững việc truy tố.
Những tiết lộ cho thấy Pakistan nghiêm chỉnh về việc trừng phạt những kẻ đứng sau những vụ tấn công, giết chết 164 người và khuấy động sự lo ngại rằng hai lân bang có vũ khí hạt nhân có thể tiến tới chiến tranh và rằng Pakistan có thể xao lãng cuộc chiến chống Taliban và al-Qaeda. Bộ Ngoại giao Ấn Độ gọi lời loan báo của Pakistan như một "diễn tiến tích cực" và nói Ấn Độ sẽ xem xét lời yêu cầu của Islamabad về việc cung cấp thêm thông tin.
Malik nói các nhà điều tra theo dấu vết một động cơ thuyền được những kẻ tấn công sử dụng để đi từ Pakistan tới Ấn Độ và ập vào hai nơi ẩn trốn của các nghi can gần thành phố Karachi ở miền Nam. Ấn Độ nói tất cả 10 tay súng đàn ông - chỉ có một người trong đó bị bắt sống - đều là người Pakistan và rằng những người chỉ huy của họ ở Pakistan đã liên lạc chặt chẽ với họ trong suốt vụ tấn công kéo dài ba ngày. New Delhi cung cấp một hồ sơ bằng chứng cho Islamabad, thử thách sự khẳng định của Pakistan rằng họ sẽ làm đủ mọi cách trong khả năng của mình để trừng phạt những kẻ có trách nhiệm. Malik nói những kẻ tấn công sử dụng ba chiếc thuyền để di chuyển từ Pakistan tới Mumbai.
Các thám tử theo dấu một động cơ được thu hồi từ một trong số những chiếc thuyền tới một cửa tiệm ở thành phố hải cảng Karachi ở miền nam Pakistan. Chủ tiệm cung cấp số điện thoại của người mua, đưa tới một trương mục ngân hàng dưới tên Hammad Amin Sadiq. Nhà chức trách bắt giữ ông Sadiq, 37 tuổi, sinh sống ở Karachi, như "người điều khiển chính."  Người đàn ông bị bắt cho biết nhóm đã sử dụng một địa điểm trên bờ biển của Pakistan để thực tập vụ tấn công xuất phát từ biển của họ.

## Ý bắt nghi can
Ngày 21/11/2009, cảnh sát Ý bắt giữ hai cha con gốc Pakistan vì tình nghi chi ra khoảng hơn $200 để thành lập một hệ thống liên lạc điện thoại an toàn và không dò ra được cho thành phần quá khích sử dụng thời gian chuẩn bị và ngay cả lúc xảy ra cuộc tấn công. Hai người này bị bắt trong cuộc bố ráp xảy ra lúc sáng sớm tại Brescia, nơi họ có một văn phòng chuyển tiền, theo lời cảnh sát ở thành phố bắc nước Ý này.
Ngày trước khi xảy ra cuộc tấn công ngày 26 tháng 11, họ bị nghi ngờ dùng danh tánh của một khách hàng để gửi tiền đến một công ty Mỹ, mở một tài khoản điện thoại trên Internet, được các tay súng và cấp chỉ huy của họ sử dụng trong cuộc tấn công, theo lời Stefano Fonsi, người đứng đầu lực lượng cảnh sát chống khủng bố ở Brescia. Số tiền này chỉ chừng $229 nhưng cho thành phần quá khích năm đường dây trên Internet, vốn khó để dò ra và cho phép nhóm này liên lạc với nhau ngay trong khi có cuộc nổ súng, theo Fonsi.
Vụ bắt giữ xảy ra chỉ ít ngày trước dịp kỷ niệm một năm xảy ra cuộc tấn công ở Mumbai cho thấy sự lo ngại của các chuyên gia và giới chức chính quyền về sự dễ dàng của việc các món tiền nhỏ được gửi qua hệ thống công ty chuyển tiền tư nhân để tài trợ cho các âm mưu khủng bố. Cảnh sát Ý bắt đầu cuộc điều tra hồi tháng 12 năm 2008 sau khi được sự thông báo của Cục Điều tra Liên bang và cảnh sát Ấn Độ về việc chuyển tiền này. Có một công dân Ý bị thiệt mạng trong cuộc tấn công.
Số tiền gửi đi từ Brescia sử dụng danh tánh của một người Pakistan khác, chưa hề tới Ý và không liên hệ đến cuộc tấn công này. Người này sống ở Tây Ban Nha và có thể danh tánh của ông bị đánh cắp khi sử dụng một văn phòng chuyển tiền ở nơi nào đó, Fonsi tuyên bố trong cuộc họp báo.